# Felde (Westerstede)
Felde ist ein Ortsteil nördlich von Westerstede, der Kreisstadt des niedersächsischen Landkreises Ammerland und hatte 2023 125 Einwohner.

## Geschichte
Die Geschichte Feldes ist, wie die von Moorburg, eng mit Hollwege verbunden, dessen Bauern die Fläche einst gehörte. Auch hier wurde zum Schutz vor Überfällen der Ostfriesen eine Schanze mit Landwehr errichtet. Obwohl keine urkundlichen Belege für diese Anlage existieren, sind zwischen Felde und Moorburg heute noch die Überreste einer Wall- und Grabenanlage zu erkennen. Ausgrabungen des Archäologen Dieter Zoller bestätigten die Existenz dieser so genannten „Friesenschanze“, die heute einer Straße in Felde ihren Namen gibt.
Die Besiedlung des moorigen Niederungsgebietes begann erst später, als zumeist Heuerleute der Hollweger Bauern als Köter nach Felde zogen. Die ursprüngliche Bezeichnung der Siedlung lautete „Up'n Feld“ (niederdeutsch für Auf dem Feld) oder „Zum Felde“. 1679 sind im Oldenburger Contributionsregister acht Köterstellen verzeichnet.
1850 errichteten die Baptisten in Felde ein Bethaus und legten auf seinem Grundstück einen Friedhof an. Auf ihm befindet sich auch das Grab des baptistischen Laienpredigers und Landmannes Frerich Bohlken, der an der Einführung der Zivilehe im damaligen Großherzogtum Oldenburg einen nicht unerheblichen Anteil hatte. Das Bethaus ist heute das älteste seiner Art in Kontinentaleuropa und steht unter Denkmalschutz. Während sich das Gemeindeleben der Baptisten in die im Stadtzentrum von Westerstede errichtete Kirche verlagert hat, wird das Felder Bethaus für kirchliche Sonderveranstaltungen und als Friedhofskapelle genutzt.

## Verkehr
In Felde befindet sich der Flugplatz Westerstede-Felde mit einer Zulassung für Flugzeuge bis 2 t. Die Anbindung an die ÖPNV erfolgt durch die Linien 1, 2 und 4 des Westerstede Bürgerbus-Vereins sowie die von der Weser-Ems-Bus betriebenen Linien 266 (Westerstede–Bredehorn) und 353 (Westerstede–Halsbek).

## Weblink
- Kurzporträt auf der Website der Stadt Westerstede